# Baruna
Baruna is een geslacht van kreeftachtigen uit de klasse van de Malacostraca (hogere kreeftachtigen).

## Soorten
- Baruna minuta Harminto & Ng, 1991
- Baruna sinensis C. G. S. Tan & Huang, 1995
- Baruna socialis Stebbing, 1904
- Baruna trigranulum (Dai & Song, 1986)